# Ергашев Султан Бабайович
Султан Бабайович Ергашев (1929, місто Ходжент, тепер Худжанд, Таджикистан — загинув 1 жовтня 1973, гори Пенджикента, тепер Таджикистан) — радянський таджицький державний діяч, секретар ЦК КП Таджикистану. Депутат Верховної ради Таджицької РСР. 

## Життєпис
Навчався в Ленінабадському державному педагогічному інституті, потім у Середньоазіатському політехнічному інституті в Ташкенті, а після його закінчення сім років працював геологом із розвідки корисних копалин.
Член КПРС з 1956 року.
Працював інженером-геологом, старшим геологом, головним геологом, а згодом керівником геологорозвідувальної експедиції родовища Кан-і-Мансур Управління геології та охорони надр при Раді міністрів Таджицької РСР.
18 серпня 1961 — 1 жовтня 1973 року — секретар ЦК КП Таджикистану із питань промисловості.
Одночасно 21 грудня 1962 — 23 грудня 1964 року — голова Бюро із керівництва промисловістю та будівництвом ЦК КП Таджикистану.
Загинув 1 жовтня 1973 року в авіакатастрофі в горах Пенджикента Таджицької РСР. Похований 3 жовтня 1973 року в місті Душанбе.

## Нагороди та звання
- три ордени Трудового Червоного Прапора
- медаль